# 서아프리카 축구 아카데미
서아프리카 축구 아카데미 SC(West African Football Academy (WAFA) Sporting Club)는 가나 볼타주 인근에 연고를 둔 가나의 프로 축구단으로, 페예노르트가 창단한 구단이다. 현재 가나 프리미어리그에 소속되어 있다.